# Lijst van parken in Haarlem
Deze lijst bevat een overzicht van de parken in Haarlem. De meeste parken zijn te vinden in het gebied in en om het centrum van Haarlem. zo is hier ook het grootste park van Haarlem te vinden, namelijk de Haarlemmerhout. Maar ook andere parken als het Kenaupark en de Bolwerken zijn er te vinden en ook wat kleinere parkjes zoals het Ripperdapark en het Florapark. 
Naast de parken in en rond het centrum zijn er nog 4 andere parken in Haarlem te vinden van redelijk formaat. Zo heb je in Noord het Schoterbos. in Oost het Schoteroog en het Reinaldapark. In Schalkwijk vormt het groen rondom het stadsdeel een groen gebied, dat ook wel de Groene Zoom van Schalkwijk wordt genoemd. 
| Park                      | Buurt                                 | Wijk                    | Stadsdeel  |
| ------------------------- | ------------------------------------- | ----------------------- | ---------- |
| Haarlemmerhout            | Haarlemmerhout                        | Haarlemmerhoutkwartier  | Zuid-West  |
| Eindenhout                | Bosch en Vaart                        | Haarlemmerhoutkwartier  | Zuid-West  |
| Frederikspark             | Welgelegen                            | Haarlemmerhoutkwartier  | Zuid-West  |
| Florapark                 | Florapark                             | Haarlemmerhoutkwartier  | Zuid-West  |
| Van Leeuwenhoekpark       | Natuurkundigenbuurt-west              | Houtvaartkwartier       | Zuid-West  |
| Duinvliet                 | Tuinbouwgebied-zuid                   | Duinwijk                | Zuid-West  |
| Kenaupark                 | Stationsbuurt                         | Oude Stad               | Centrum    |
| Ripperdapark              | Stationsbuurt                         | Oude Stad               | Centrum    |
| De Bolwerken              | Stationsbuurt                         | Oude Stad               | Centrum    |
| Nelson Mandelapark        | Nelson Mandelabuurt                   | Transvaalwijk           | Noord      |
| Chris Wolffpark           | Molukkenbuurt                         | Indische wijk           | Noord      |
| Julianapark               | Soendabuurt                           | Indische wijk           | Noord      |
| Haarlemmer Kweektuin      | Kweektuinbuurt                        | Ter Kleefkwartier       | Noord      |
| Schoterbos                | Noorderpark                           | Te Zaanenkwartier       | Noord      |
| Zaanenpark                | Sterrenbuurt                          | Te Zaanenkwartier       | Noord      |
| Simon Vestdijkpark        | Schrijversbuurt                       | Delftwijk               | Noord      |
| Burgemeester Reinaldapark | Reinaldapark                          | Parkwijk                | Oost       |
| Dudokpark                 | Architectenbuurt                      | Parkwijk                | Oost       |
| Oosterpark                | Kruistochtbuurt en Verzetsliedenbuurt | Slachthuiswijk          | Oost       |
| Verzetspark               | Verzetsliedenbuurt                    | Slachthuiswijk          | Oost       |
| Schoteroog                | Schoteroog en Veerpolder              | Waarder- en Veerpolder  | Oost       |
| Jamaicaplantsoen          | Romolenpolder-oost                    | Boerhaavewijk           | Schalkwijk |
| Willem van Ospark         | Geleerdenbuurt                        | Boerhaavewijk           | Schalkwijk |
| Engelandpark              | Schoolenaar en De Eenhoorn            | Europawijk              | Schalkwijk |
| Spaarnepark               | Romolenpolder-west                    | Europawijk              | Schalkwijk |
| IJslandpark               | Stedenbuurt-west                      | Europawijk              | Schalkwijk |
| Poelbroek                 | Poelpolder-zuid                       | Meerwijk                | Schalkwijk |
| Wil Merkiespark           | Winkelcentrum Schalkwijk              | Meerwijk                | Schalkwijk |
| Molenburgpark             | De Burgen                             | Molenwijk               | Schalkwijk |
| Molenplaspark             | Molenplas                             | Molenwijk               | Schalkwijk |
| Aziëpark                  | Spijkerboorbuurt, Geneesherenbuurt    | Meerwijk, Boerhaavewijk | Schalkwijk |

## Omgeving
Haarlem kent een grote agglomeratie. Het heeft daardoor veel buurtgemeenten die veelal kleiner van formaat zijn. Echter zijn hier toch relatief veel parken en andere recreatie gebieden te vinden. Voorbeelden van gemeenten waar veel groen te vinden is, zijn Bloemendaal, Haarlemmerliede en Spaarnwoude en Haarlemmermeer. Hierbij een lijst van parken in de directe omgeving van Haarlem met een redelijk formaat. 
| Park                                                        | Gemeente                       | Stad/Dorp                    |
| ----------------------------------------------------------- | ------------------------------ | ---------------------------- |
| Haarlemmermeerse Bos                                        | Haarlemmermeer                 | Hoofddorp                    |
| Spaarnwoude-Zuid (met o.a. De Groene Weelde en Boseilanden) | Haarlemmermeer                 | Hoofddorp                    |
| Park 21                                                     | Haarlemmermeer                 | Hoofddorp/Nieuw-Vennep       |
| Venneperhout                                                | Haarlemmermeer                 | Nieuw-Vennep                 |
| Wandelpark Nieuw-Vennep                                     | Haarlemmermeer                 | Nieuw-Vennep                 |
| Park Vijfhuizen                                             | Haarlemmermeer                 | Vijfhuizen                   |
| Bloemendaalsebos                                            | Bloemendaal                    | Bloemendaal                  |
| Weth. van Gelukpark                                         | Bloemendaal                    | Overveen                     |
| Brouwerskolkpark                                            | Bloemendaal                    | Overveen                     |
| Bennebroekbos                                               | Bloemendaal                    | Bennebroek                   |
| Buitenplaats Leyduin                                        | Bloemendaal                    | Vogelenzang                  |
| Van Haemstedebos                                            | Bloemendaal                    | Aerdenhout                   |
| Mr. Enschedepark                                            | Bloemendaal                    | Aerdenhout                   |
| Wilhelminapark                                              | Bloemendaal                    | Bloemendaal                  |
| Caprera                                                     | Bloemendaal                    | Bloemendaal                  |
| Nationaal Park Zuid-Kennemerland                            | Overveen                       | Bloemendaal/Velsen/Zandvoort |
| Burgemeester Rijkenspark                                    | Velsen                         | Santpoort                    |
| Wijkeroogpark                                               | Velsen                         | Velsen-Noord                 |
| Velserbeek                                                  | Velsen                         | Velsen-Zuid                  |
| Stadspark                                                   | Velsen                         | IJmuiden                     |
| Kostverlorenpark                                            | Zandvoort                      | Zandvoort                    |
| Park Meermond                                               | Heemstede                      | Heemstede                    |
| Overplaats                                                  | Heemstede                      | Heemstede                    |
| Batterij en Spaarnwouderveen                                | Haarlemmerliede en Spaarnwoude | Halfweg                      |
| Houtrak                                                     | Haarlemmerliede en Spaarnwoude | Halfweg                      |